# Deepsea Challenger

DCV1

Deepsea Challenger – jednoosobowy batyskaf zaprojektowany specjalnie, aby osiągnąć dno Głębi Challengera (największą głębokość na Ziemi).
26 marca 2012 r. batyskaf pilotowany przez kanadyjskiego reżysera Jamesa Camerona ok. godz. 22:00 zszedł na głębokość 10 898 metrów.
Deepsea Challenger został w tajemnicy zaprojektowany i zbudowany w Sydney przez firmę Acheron Project Pty Ltd.
Statek o długości 7,3 m i wadze 11 800 kg, zawiera część załogową wykonaną w postaci stalowej kuli o ścianach grubości 64 mm i średnicy 1,1 m.
Batyskaf przebywał na dnie Rowu Mariańskiego około 3 godzin. Cała wyprawa (zejście 2 h 36 min, wynurzenie 70 min) trwała 6 godzin i 50 minut. Podczas wyprawy batyskaf wyposażony w specjalistyczny sprzęt do pobierania próbek i wysokiej rozdzielczości kamery 3D, spenetrował jedno z najbardziej niedostępnych miejsc na Ziemi.
Sponsorami wyprawy byli National Geographic, firma Rolex oraz sam James Cameron.